# 평사항
평사항은 전라남도 여수시 돌산읍 평사리에 있는 어항이다. 2007년 8월 8일 어촌정주어항으로 지정하여 관리하고 있다. 시설관리자는 여수시장이다.

## 어항 구역
- 수역: 북위 34°39′48″,동경 127°44′47″의 지점에서 N25°W방향으로 200m점과 이점에서 N10°E방향으로 140m점과 이점에서 이점에서 S80°E방향으로 85m점과 S25°E방향으로 육지부를 연결하는 선을 따라 형성된 공유수면[1]

## 어항 시설
- 방파제 285m, 선착장 77m

## 기본 계획
- 방파제 285m, 선착장 77m, 호안도로 45m[1]

## 정비 계획
- 호안도로 45m[2]

## 주요 어종
- 굴, 피조개